# Rikubetsu
Rikubetsu (陸別町, Rikubetsu-chō) est un bourg du district d'Ashoro, situé dans la sous-préfecture de Tokachi, sur l'île de Hokkaidō, au Japon.

## Géographie

### Situation
Rikubetsu est situé dans le Nord-Est de la sous-préfecture de Tokachi, sur l'île de Hokkaidō, au Japon.

### Démographie
Au 30 septembre 2015, la population de Rikubetsu s'élevait à 2 564 habitants répartis sur une superficie de 608,90 km2.

### Climat
| Mois                                             | jan.       | fév.       | mars       | avril      | mai       | juin      | jui.      | août      | sep.      | oct.      | nov.       | déc.       | année      |
| ------------------------------------------------ | ---------- | ---------- | ---------- | ---------- | --------- | --------- | --------- | --------- | --------- | --------- | ---------- | ---------- | ---------- |
| Température minimale moyenne (°C)                | −19,6      | −18,8      | −10,6      | −2,5       | 3,4       | 9,1       | 14        | 15        | 9,8       | 1,8       | −5,3       | −14,9      | −1,6       |
| Température moyenne (°C)                         | −11,1      | −9,6       | −3,1       | 4          | 10,1      | 14,4      | 18,3      | 19,1      | 14,9      | 7,9       | 0,7        | −7,7       | 4,8        |
| Température maximale moyenne (°C)                | −2,5       | −1,4       | 3,2        | 10,5       | 17,1      | 20,6      | 23,7      | 24,4      | 20,8      | 14,7      | 7,1        | −0,2       | 11,5       |
| Record de froid (°C) date du record              | −33,2 2000 | −33,1 1984 | −27,6 1981 | −19,1 1984 | −7,2 1991 | −2,1 1989 | 2,1 1993  | 4,2 2004  | −2,4 2001 | −9,2 2004 | −20,9 1986 | −27,6 2000 | −33,2 2000 |
| Record de chaleur (°C) date du record            | 6,6 1983   | 10,1 2020  | 15,7 2021  | 29,3 1998  | 37,8 2019 | 35,5 2010 | 35,9 2021 | 35,1 2007 | 32,8 2020 | 25 1987   | 20 2015    | 12,9 1989  | 37,8 2019  |
| Ensoleillement (h)                               | 151,2      | 150,2      | 172,5      | 168,8      | 170,8     | 144,5     | 128,1     | 121,6     | 136,8     | 157,9     | 144,1      | 145,6      | 1 792      |
| Précipitations (mm)                              | 33,7       | 20,1       | 38,4       | 54,2       | 71,5      | 67,6      | 106       | 137       | 121,5     | 83,4      | 47,7       | 42,8       | 831,8      |
| dont neige (cm)                                  | 97         | 74         | 80         | 25         | 2         | 0         | 0         | 0         | 0         | 1         | 20         | 86         | 386        |
| Nombre de jours avec précipitations              | 7          | 5,7        | 8,6        | 9,8        | 9,9       | 9         | 10        | 11,1      | 10,6      | 9,1       | 7,9        | 7,8        | 107,1      |
| dont nombre de jours avec précipitations ≥ 10 mm | 0,9        | 0,5        | 0,8        | 1,7        | 2,6       | 2,4       | 3,7       | 3,6       | 3,6       | 2,5       | 1,6        | 1,2        | 25,2       |
| Nombre de jours avec neige                       | 10,9       | 9,5        | 11         | 3,1        | 0,2       | 0         | 0         | 0         | 0         | 0,1       | 2,4        | 9,2        | 46,4       |

| Diagramme climatique                                  |               |              |              |             |             |           |           |              |             |             |               |
| J                                                     | F             | M            | A            | M           | J           | J         | A         | S            | O           | N           | D             |
| −2,5−19,633,7                                         | −1,4−18,820,1 | 3,2−10,638,4 | 10,5−2,554,2 | 17,13,471,5 | 20,69,167,6 | 23,714106 | 24,415137 | 20,89,8121,5 | 14,71,883,4 | 7,1−5,347,7 | −0,2−14,942,8 |
| Moyennes : • Temp. maxi et mini °C • Précipitation mm |               |              |              |             |             |           |           |              |             |             |               |